# Artritis
La artritis (del griego articulación e inflamación) es la inflamación de las articulaciones, que duelen, se hinchan y están calientes al tacto. Las articulaciones afectadas pierden movilidad y pueden llegar a deformarse.
Si afecta únicamente a una articulación se llama monoartritis, cuando son 2 o 3 recibe el nombre de oligoartritis y si afecta 4 o más simultáneamente, se denomina poliartritis.
No debe confundirse la artritis con la artrosis, la cual es una enfermedad degenerativa y no inflamatoria. No obstante, a pesar de ello en ocasiones, sobre todo en la literatura anglosajona, se denomina osteoartritis.

## Clasificación
Existen numerosas enfermedades y síndromes que pueden producir artritis, en los cuales ésta es considerada la principal manifestación, tales como:
1. Artritis reumatoide y sus variantes, como la artritis juvenil idiopática, provocadas por fenómenos de autoinmunidad. La artritis reumatoide es una de las formas de artritis más frecuente. Puede afectar a todas las articulaciones, provocando inflamación de los cartílagos y la membrana sinovial alrededor de las uniones de los huesos. Se la considera una enfermedad autoinmune en la que se producen autoanticuerpos contra el propio organismo. Los síntomas principales consisten en hinchazón y dolor, especialmente en las articulaciones de manos y pies, deformación de las regiones afectadas y pérdida de movilidad. El tratamiento farmacológico se basa en la administración de fármacos antiinflamatorios, corticoides e inmunosupresores, dependiendo de la gravedad del cuadro.
2. Artritis por microcristales: la padecen los afectados de gota y pseudogota.
3. Artritis infecciosa también llamada artritis séptica. Está causada por una infección de origen bacteriano, vírico, micótico o parasitario.
4. Artritis secundarias a otras enfermedades, como la artritis psoriásica, la artritis asociada a enfermedad inflamatoria intestinal, la artritis del lupus eritematoso sistémico, púrpura de Schönlein-Henoch, sarcoidosis y muchas otras.
5. Artritis reactiva. Recibe este nombre la artritis que aparece tras una infección intestinal, genital o urinaria. Por ejemplo la artritis del síndrome de Reiter.
6. Artritis neuropática: producida por lesiones del sistema nervioso. En realidad no es una artritis y su denominación correcta es artropatía neuropática o articulación de Charcot.[4]
7. Osteoartritis. El nombre más adecuado de esta afección es artrosis y no es una verdadera artritis, pues está provocada por fenómenos degenerativos en la articulación y no por inflamación de la misma.

## Causas
Existen más de 100 enfermedades diferentes que pueden provocar artritis, tales como trastornos autoinmunes, enfermedades infecciosas o traumatismos. En estos caso, la artritis se considera secundaria a la principal enfermedad. Entre ellas se incluyen:
- La psoriasis (artritis psoriásica).
- La artritis reactiva.
- La enfermedad celíaca y la sensibilidad al gluten no celíaca y no diagnosticadas: ambas cursan frecuentemente sin síntomas digestivos y la artritis puede ser la única manifestación.[6][7][8][9][10]
- La enfermedad inflamatoria intestinal (incluyendo la enfermedad de Crohn y la colitis ulcerosa).
- La tiroiditis de Hashimoto.
- El lupus eritematoso sistémico.
- El síndrome de Sjögren.
- El síndrome de Ehlers-Danlos.
- La hemocromatosis.
- La hepatitis.
- La enfermedad de Lyme.
- La púrpura de Schönlein-Henoch.
- La sarcoidosis.
- La enfermedad de Whipple.
- La granulomatosis de Wegener (y muchos otros síndromes de vasculitis).
- La brucelosis.

## Cuadro clínico
A veces tiene consecuencias graves y provoca dolor y pérdida de movilidad en la articulación afectada. En algunos casos, sobre todo en la poliartritis, impide una vida normal y dificulta de forma muy importante la movilidad de la persona afectada. 

## Tratamiento
El tratamiento puede realizarse con diversos fármacos, dependiendo de la causa y el tipo de artritis.
Cuando es provocada por una enfermedad celíaca o una sensibilidad al gluten no celíaca sin reconocer, el diagnóstico y tratamiento con la dieta sin gluten produce la recuperación completa o una considerable mejoría de los síntomas de la artritis.
En algunos casos, cuando la artritis es causada por una infección, la enfermedad se puede curar al detener la infección. Las siguientes infecciones pueden causar artritis: enfermedad de Lyme, infecciones por Staphylococcus, tuberculosis y gonorrea.
Actualmente, la mayoría de los tipos de artritis no se pueden curar, pero se pueden realizar tratamientos eficaces para reducir el dolor y la discapacidad, de forma que se recupere la calidad de vida perdida por la artritis.
A la hora de elegir el medicamento o tratamiento más adecuado para la artritis que sufrimos, el médico prescribirá los medicamentos que sean mejores en función de la edad, el avance de la artritis, otra medicación que se esté ya tomando para otras patologías o las alergias que se tengan a ciertos medicamentos.
Los medicamentos o tratamientos para la artritis tienen diferentes propósitos según del tipo de artritis que se padezca. Estos buscarán principalmente:
- Reducir la inflamación.
- Aliviar el dolor.
- Ralentizar el avance de la artritis.
- Reducir los niveles de ácido úrico y prevenir los ataques de gota, si estos se dan.
- Reducir la actividad del sistema inmunológico del cuerpo cuando daña las articulaciones u órganos en ciertos tipos de artritis.
Algunos medicamentos tardan días en hacer efecto, otros meses. Si no se nota mejoría, hay que verificar con el médico la eficacia del tratamiento.
Algunos medicamentos y tratamientos por vía oral o intravenosa pueden causar efectos secundarios. Si nota algún cambio inusual o indeseable comuníqueselo a su médico.
Los medicamentos o tratamientos tópicos tienen menos riesgo de efectos secundarios y pueden ser una solución muy eficaz cuando la artritis se sufre en solo algunas articulaciones, como la rodilla, la mano, tobillo, codo, el hombro o la parte lumbar de la espalda.
Los medicamentos y tratamientos tópicos más comunes para la artritis son las cremas, geles, sprays o fluidos con un porcentaje de antiinflamatorios y calmantes en su formulación. Estos pueden ser medicamentos como el ibuprofeno, diclofenaco, naproxeno, etofenamato, paracetamol…o naturales como el MSM (metil-sulfonil-metano), Boswellia Serrata,  Harpagofito, Jengibre, Romero apoyados con condroprotectores como la Glucosamina HCL y Condroitina procedentes de plantas y animales.
Los condroprotectores ejercerán una acción regeneradora sobre la deteriorada articulación al tiempo que los antiinflamatorios reducen la inflamación y el dolor, y pueden devolver la movilidad a la articulación.
En casos en los que los medicamentos no se puedan administrar por vía oral, intravenosa o tópica por tener alergia a estos, como sucede comúnmente con los AINES, por padecer alguna enfermedad en la que estén contraindicados, como una patología gástrica o circulatoria, por no sentir su efecto o simplemente porque ya se toman demasiadas medicinas y se quiere optar por una terapia más natural, y en muchos casos más efectiva, que el medicamento, la opción de los antiinflamatorios y calmantes naturales mencionados antes, son la opción más extendida en algunas fórmulas que pueden encontrarse en las farmacias y herbolarios.
A lo anterior, es importante remarcar que el estilo de vida saludable, una buena alimentación, un peso correcto, ejercicio físico moderado y dormir bien son la mejor base para prevenir la artritis.